# Спицин, Иван Яковлевич
Иван Яковлевич Спицин (11 апреля 1914 — 12 июня 1979) —  Герой Советского Союза, сержант, командир отделения 685-го стрелкового полка 193-й стрелковой Краснознамённой дивизии 65-й армии Центрального фронта.

## Биография
Родился 11 апреля 1914 года[по какому календарю?] в селе Спицыно (ныне — Серышевский район Амурской области) в крестьянской семье.
Окончил 7 классов. Работал трактористом в колхозе.
В Красной Армии в 1936—1938 годах и с 1942 года. С этого же года на фронте. Член ВКП(б)/КПСС с 1943 года.
Командир отделения 685-го стрелкового полка кандидат в члены ВКП(б) сержант Иван Спицин с группой бойцов у села Каменка Репкинского района Черниговской области Украины 15 октября 1943 года на плоту переправился на правый берег реки Днепр, где подавил несколько вражеских огневых точек, способствуя форсированию реки подразделениями 685-го стрелкового полка.
Указом Президиума Верховного Совета СССР от 30 октября 1943 года за образцовое выполнение боевых заданий командования и проявленные при этом мужество и героизм сержанту Спицину Ивану Яковлевичу присвоено звание Героя Советского Союза с вручением ордена Ленина и медали «Золотая Звезда».
После войны И. Я. Спицин демобилизован. Лейтенант в отставке И. Я. Спицин жил и работал в городе Балхаш Карагандинской области Казахстана, затем в столице Киргизии городе Фрунзе.
Скончался 12 июня 1979 года. Похоронен на Юго-Западном кладбище Бишкека.